# 操時賢
操時賢（1518年—？），字國用，號雙峰，江西饒州府浮梁縣人，民籍，明朝政治人物。

## 生平
嘉靖二十五年（1546年）丙午科江西鄉試第四十八名舉人，三十五年（1556年）丙辰科進士。刑部觀政，授祁門縣知縣，四十年（1561年）復除東明縣知縣，政績卓著，卒於官。

## 家族
曾祖操顒，訓導；祖父操詳；父操豫，母葉氏。弟操時泰、操時俊（生員）、操時達、操時憲。